# Tank (группа)
Tank — британская хэви-метал группа, основанная в Лондоне, в 1980 году. Для творчества коллектива характерны продолжительные композиции, длящиеся иногда более 5-6 минут. Единственным участником оригинального состава является основатель, вокалист и композитор Элги Уорд.

## История
Коллектив был сформирован по инициативе Элги Уорда, бывшего участника известной группы The Damned, в которой он играл на басу в период с 1978 по 1980 год. Группа начала свою деятельность в виде трио - на роли гитариста и барабанщика были приглашены братья Питер и Марк Браббсы.

## Дискография

### Студийные альбомы
- Filth Hounds of Hades (1982)
- Power of the Hunter (1982)
- This Means War (1983)
- Honour & Blood (1984)
- Tank (1987)

### Синглы
- «Don’t Walk Away» (1981)
- «(He Fell in Love with a) Stormtrooper» (1982)
- «Crazy Horses» (1982)
- «Turn Your Head Around» (1982)
- «Echoes of a Distant Battle» (1983)

### Компиляции
- Armour Plated (1985)

### Концертные альбомы
- The Return of the Filth Hounds - Live (1998)
- War of Attrition - Live '81 (2001)
- Live and Rare (2007)

### Бокс-сеты
- The Filth Hounds of Hades - Dogs of War 1981-2002 (2007)

## Участники

### Текущий состав
- Элги Уорд — вокал/бас-гитара (1980-1989, 2007-наши дни);
- Мик Такер — электрогитара (1983-1989, 2007-наши дни);
- Клифф Эванс — электрогитара (1984-1989, 2007-наши дни);
- Брюс Бисланд — ударные (2001-наши дни).

### Бывшие участники
Зиппи Терт — вокал (2013–2017)

## Кавер-версии песен Tank
- Канадская трэш-метал группа Voivod выпустила кавер песни Struck by Lightning для своего первого демо с каверами Anachronism, выпущенного в 1983 году.[1]
- Японская трэш-метал группа Outrage записала кавер-версию песни Blood, Guts & Beer для компиляции Nagoya Noise Pollution Orchestra в 2003 году.
- Немецкая пауэр-метал группа Powergod издала кавер на песню The War Drags Ever On на своем альбоме с каверами That's Metal Lesson II - Long Live the Loud в 2005 году.
- Немецкая трэш-метал группа Destruction записала кавер-версию песни Shellshock для своих альбомов D.E.V.O.L.U.T.I.O.N. (2008) и Inventor of Evil (2011).
- Колумбийская спид-метал группа Skull выпустила кавер песни (He Fell in Love with A) Stormtrooper для сплита Poison in the Bones (2009 год).
- Американская хэви-метал Midnight Chaser записала кавер на песню Turn Your Head Around для своего EP Midnight Chaser в 2010 году.
- Немецкая трэш-метал группа Sodom записала кавер на композицию Don't Walk Away для альбома Agent Orange 1989 года. В 1990 году они записали кавер на Turn Your Head Around для альбома Better off Dead, название которого в свою очередь является словами из этой композиции.